# Liste von Brücken in Hamburg/I

## I
| Foto | Name, Kurzbeschreibung | Nutzung | (Erst)Bau | Stadtteil, Lage                           |
| ---- | --- | ------- | --------- | ----------------------------------------- |
|      | Illiesbrücke Mit dieser Brücke überquert der Alsterwanderweg die Alster zwischen der Alten Landstraße und der Wellingsbütteler Landstraße. Sie ist nach dem Maler Arthur Illies benannt. | Fußweg  | 1956      | Ohlsdorf (53° 38′ 8″ N, 10° 3′ 0″ O)      |
|      | Inselbrücke Eine Stahlbetonbrücke über einen Nebenarm der Alster. Sie ist nach der Alsterdorfer Inselstraße benannt.                                                                     | Straße  | 1922      | Alsterdorf (53° 36′ 10″ N, 9° 59′ 32″ O)  |
|      | Isebrücke Diese Brücke ist nach dem Isebekkanal benannt, die Brücke quert diesen und verbindet die Oderfelder Straße in Harvestehude mit dem Iseplatz in Eppendorf.                      | Straße  | 1904      | Harvestehude (53° 35′ 6″ N, 9° 59′ 18″ O) |

- Karte mit allen Koordinaten:
- OSM |
- WikiMap